# 圣腓力和巴科洛堂
40°37′34″N 14°22′19″E / 40.626175°N 14.371994°E

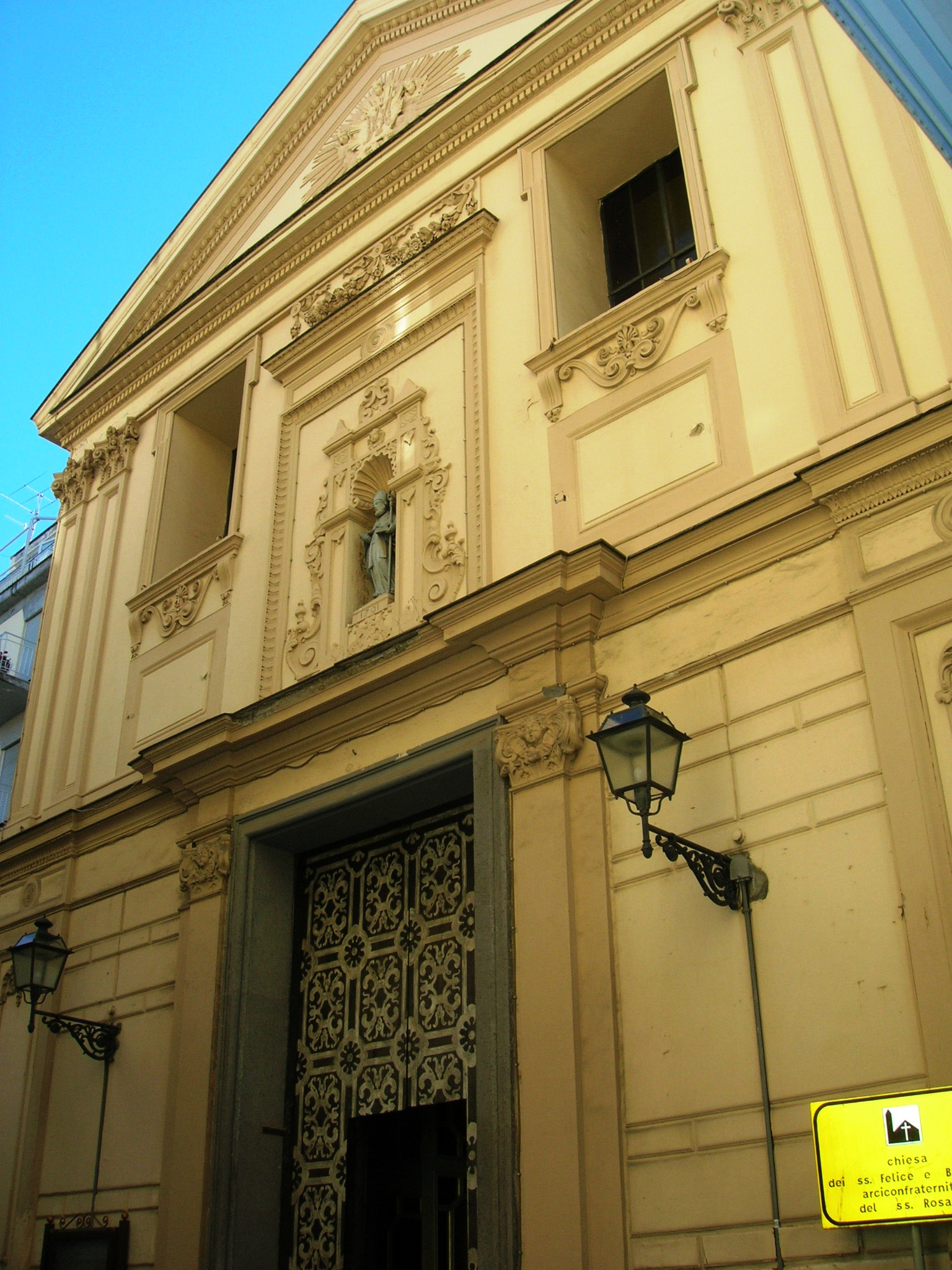
立面

圣腓力和巴科洛堂（Chiesa dei Santi Felice e Baccolo），又名“玫瑰堂”（chiesa del Rosario），是一座罗马天主教教堂，位于意大利坎帕尼亚大区的索伦托老城，曾作为该市的主教座堂几个世纪之久。

## 历史
该堂缺少建堂日期的记载。但是历史学家倾向于认为它建于4世纪，原是古罗马神庙，后来供奉该市的主保圣人圣腓力和巴科洛。在12世纪，主教座堂从城墙外迁入该堂，直到15世纪迁往索伦托圣斐理伯圣雅各伯主教座堂。在17世纪，建筑进行大规模改建，改为巴洛克风格。最后一次修复工程是在20世纪末，为了修复1980年地震造成的破坏。

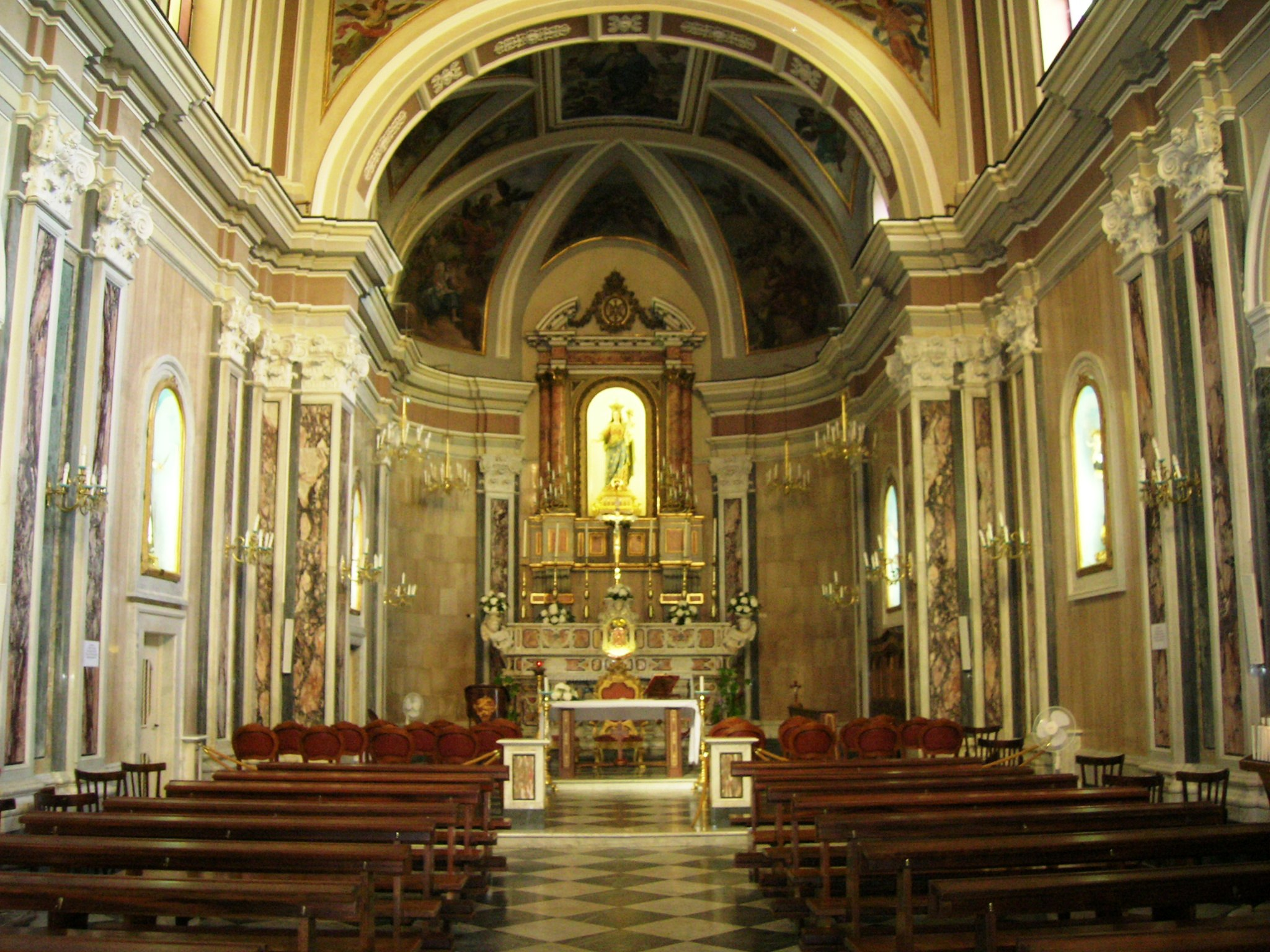
内部